# Petalura gigantea
Petalura gigantea  (лат.) — вид крупных стрекоз рода Petalura Leach, 1815 (Petaluridae, Anisoptera). Австралия: Новый Южный Уэльс (юго-восток) и Квинсленд (северо-восток).

## Описание
Размах крыльев самок более 12 см (длина брюшка 90—100 мм, размах крыльев — 120—130 мм). Самцы: длина брюшка 65—75 мм, размах крыльев — 110—120 мм. Глаза широко расставлены, птеростигма очень длинная. Общая окраска тела коричнево-чёрная с жёлтыми отметинами, которые не образуют кольца жёлтого цвета на 2—9 брюшных сегментах, однако 10-й сегмент почти полностью жёлтый. Личинки на последней стадии достигают длины 5 см (лабиум до 9 мм в длину и 6 мм в ширину).
Продолжительность развития преимагинальных стадий очень долгая: от нескольких до 10 (а по расчетам длины норок, предположительно до 20—30 лет). Личинки живут на дне заболоченных водоёмов, выходят из своих подводных норок на ночную охоту на насекомых и других членистоногих. Вход в норку располагается над уровнем воды. Взрослые стрекозы летают относительно плохо; появляются в октябре-ноябре и встречаются до января. Из-за сокращения характерных мест обитания (болот) вид Petalura gigantea находится на грани вымирания. Включён в список охраняемых видов Нового Южного Уэльса (NSW Threatened Species Conservation Act)
.